# Zé Luís
José Luís Mendes Andrade (Fogo, 24 januari 1991) is een Kaapverdisch voetballer die doorgaans als aanvaller speelt. Zé Luís debuteerde in 2010 in het Kaapverdisch voetbalelftal.

## Clubcarrière
Zé Luís maakte 14 treffers in 27 competitiewedstrijden in de Segunda Liga voor Gil Vicente, dat hem in 2011 verkocht aan SC Braga. In januari 2012 werd hij voor zes maanden uitgeleend aan zijn ex-club Gil Vicente. Tijdens het seizoen 2013/14 werd de Kaapverdisch international uitgeleend aan het Hongaarse Videoton. Het seizoen erop keerde hij terug bij Braga en maakte hij acht treffers in twintig competitiewedstrijden. Op 8 juli 2015 zette hij zijn handtekening onder een vierjarig contract bij Spartak Moskou, dat 6,5 miljoen euro op tafel legde voor de aanvaller. Hij verruilde Spartak Moskou in juli 2019 voor FC Porto. In oktober 2020 ging hij naar Lokomotiv Moskou.

## Interlandcarrière
Op 24 mei 2010 debuteerde Zé Luís voor Kaapverdië, in een oefeninterland tegen Portugal. Op 6 september 2014 maakte hij zijn eerste interlanddoelpunt, in een kwalificatiewedstrijd voor de Afrika Cup 2015 tegen Niger.

## Erelijst
| Competitie            | Aantal      | Jaren       |             |             |
| Gil Vicente           | Gil Vicente | Gil Vicente | Gil Vicente | Gil Vicente |
| --------------------- | ----------- | ----------- | ----------- | ----------- |
| Kampioen Segunda Liga | 1x          | 2010/11     |             |             |
| SC Braga              |             |             |             |             |
| Taça da Liga          | 1x          | 2012/13     |             |             |
| Spartak Moskou        |             |             |             |             |
| Kampioen Premjer-Liga | 1x          | 2016/17     |             |             |
| Russische supercup    | 1x          | 2017        |             |             |